# Ida Engvoll
Ida Engvoll (født 6. oktober 1985 Söderhamn) er en svensk skuespiller, særlig kendt for titelrollen i tv-serien Rebecka Martinsson (2015-2016). Hun er også kendt for sin medvirken i den fælles svensk-danske krimi-serie Broen III.
Ida Engvoll er opvokset i byen Stråtjära i Hälsingland (Mellemsverige) og har efter teater- og musikorienterede kurser i Bollnäs, Mölnlycke og på Birkagårdens folkhögskola, gået på Teaterhögskolan i Stockholm fra 2007-2010. På teaterskolen var hun desuden medredaktør på det teaterteoretiske magasin Att gestalta kön. Berättelser om scenkonst, makt och medvetna val, der var et led i et nationalt forskningsprojekt på teaterskolerne i 2009.
Engvoll har siden 2010 haft flere fremtrædende roller på Stockholms stadsteater og oven i det, spillet teater på den svenske nationalscene Dramaten. Sideløbende har hun haft flere roller på film og i tv-serier, blandt andet i En mand der hedder Ove, Mord uden grænser, Familien Löwander og i Lars von Triers Riget III.

## Priser og anerkendelser
- I 2010 modtog Ida Engvoll Söderhamns kommuns kulturstipendium[7]
- I 2011 modtog hun Rotary Stockholm Humlegårdens kulturstipendium for sine teaterfortolkninger[8]
- I 2013 opnåede hun Marianne- og Sigvard Bernadottes Art Award stipendium

## Filmografi

### Tv-serier
- 2022 - Riget III - Kalle
- 2020-2022 - Love & Anarchy – Sofie Rydman
- 2018 - Andra Åket – Yvette
- 2017-2020 - Bonusfamiljen – Therese / Tessan
- 2017-2019 - Familien Löwander – Ester Swärd
- 2017 - Rebecka Martinsson – Rebecka Martinsson
- 2015-2017 - Kommissæren og havet – Marit Ulander / Elsa Norén
- 2015 - Broen III – Tina
- 2015 - Mord uden grænser – Kit Ekdal
- 2015 - Den fjerde mand – Stein, 17 år
- 2013 - Manden der ikke var morder – Sandra Heed
- 2012 - Arne Dahl: Europa blues – Dyta
- 2011 - Anno 1790 – Hedvig Fälth
- 2011 - Gustafsson 3 tr – Greta
- 2009 - Beck – Maria Fors

### Film
- 2022 - Tisdagsklubben – Fredrika
- 2021 - Vit skräp – Kim
- 2020 - Passagen (kortfilm) – Fay
- 2019 - Secret Cord (kortfilm) – Izzy
- 2016 - Op i det blå – Miss il
- 2015 - En mand der hedder Ove – Sonja
- 2015 - I nöd eller lust – Hanna
- 2014 - Medicinen – Linda
- 2013 - Mig ejer ingen – Lisa
- 2013 - Fjällbacka-mordene – Lysets dronning – Fia
- 2013 - Bäst före -Katja
- 2013 - Mördaren ljuger inte ensam – Lil